# Observation International
Observation International ist eine gemeinnützige Stiftung mit Sitz in den Niederlanden. Aufgabe der Organisation ist das weltweite Sammeln, Überprüfen und Teilen von Daten aus Naturbeobachtungen. Zu diesem Zweck betreibt Observation International browserbasierte Internetplattformen sowie Apps für Android und Apple. Mit deren Hilfe können Privatpersonen, die gerne die Natur beobachten ihre Sichtungen bestimmen lassen und auch für weitere wissenschaftliche Verwendungen zur Verfügung stellen. Grundgedanke ist das Konzept der Citizen Science. Taxonomische Bestimmungen erfolgen über künstliche Intelligenz (KI) und bei Bedarf durch Überprüfung durch Fachleute.
Observation International ist einer der größeren Partner der Global Biodiversity Information Facility (GBIF), in der Daten aus Biologie und Naturschutz für die wissenschaftliche Arbeit zur Verfügung gestellt werden. Im Jahr 2022 hat Observation International 70 Millionen Vorgänge, davon 15 Millionen Bilder mit der GBIF geteilt.

## Observation.org

Logo von Observation.org

Observation.org ist eine browserbasierte Internetplattform, die von Observation International betrieben wird. Hier können alle gemeldeten Naturbeobachtungen eingesehen werden. Eine tabellarische Nennung gewährleistet einen Überblick über die aktuellen Meldungen. Beim Aufruf einer Meldung kann man ein hochgeladenes Foto betrachten und auf einer Karte den Ort der Beobachtung. Angemeldete Benutzer können selbst ihre Naturbeobachtungen eintragen und dabei Standortdaten und Bilder hochladen. Es erfolgt dabei sofort eine automatische Bestimmung des Artnamens von Tieren, Pflanzen und Pilzen anhand der Fotos mittels KI. Observation.org ist die größte Naturbeobachtungsplattform Europas. Die gesammelten Daten aus Naturbeobachtungen werden für Forschung, Naturschutz, Politik und Bildung zur Verfügung gestellt.

## ObsIdentify

Logo von ObsIdentify

ObsIdentify ist eine App zur mobilen Anwendung, die von Observation International entwickelt wurde. Sie steht in den entsprechenden Stores für Android und Apple kostenfrei zur Verfügung. Dabei bietet sie die Möglichkeit, vor Ort mit dem Handy Bilder zu machen und gleich hochzuladen. Anwender können also bei bestehender Internetverbindung sofort eine automatische Artbestimmung eines Tieres, einer Pflanze oder eines Pilzes vornehmen lassen. Hierfür ist keine Anmeldung nötig. Eine Beurteilung durch Fachleute und ein eventueller Gedankenaustausch findet nur nach Anmeldung statt.

## Datenschutz
Im Vergleich zu anderen Identifikations-Apps (wie z. B. eBird), sammelt Observation.org relativ wenig persönliche Daten. Im Grunde reicht für die Anmeldung eine funktionierende E-Mail-Adresse. Allerdings werden neue Benutzer beim Registrierungsprozess gebeten, den richtigen vollen Namen zu verwenden. In den Standardeinstellungen werden von ObsIdentify der Zeitpunkt der Bilderstellung und die GPS-Daten als Metadaten in der Bilddatei gespeichert. Das erhöht den naturschutzfachlichen Wert der Dokumentation. Diese Daten sind für alle Besucher der Website öffentlich einsehbar. Es ist problemlos möglich, auf Observation.org auf diese Weise Bewegungsprofile für einzelne Benutzer zu erstellen.

## Kooperation
Verschiedene Organisationen in Deutschland arbeiten mit Observation International zusammen. So bindet der Bund Naturschutz Observation.org in seine Website ein. Die Stiftung Naturschutz Schleswig-Holstein veranstaltete einen BioBlitz-Wettbewerb mit Hilfe von Observation.org. Das Westfälische Landesmuseum für Naturkunde empfiehlt Observation.org und betreibt selbst eine Regionalversion: Naturbeobachtungen NRW. Das Robert-Koch-Institut hat 2025 das gemeinsame Projekt ZEMEKI mit Observation.org gestartet. Es dient der Erforschung der Ausbreitung von Zecken und Mücken als Vektoren für übertragbare Erkrankungen. Unter besonderer Beachtung steht dabei die Asiatische Tigermücke als mögliche Überträgerin von Dengue- oder Chikungunyaviren.